# Tepelsatijnzwam
De tepelsatijnzwam (Entoloma papillatum) is een schimmel behorend tot de familie Entolomataceae. Hij leeft saprotroof, in graslanden op matig droge, niet bemeste, zand- of krijtbodems.

## Kenmerken

### Uiterlijke kenmerken
Deze zwam heeft als kenmerken een hoed met een papil, de dunne, ongestreepte steel en het gewoonlijk ontbreken van de meelgeur. De lamellen zijn wit tot roze. De sporenprint is roze.

### Microscopische kenmerken
De sporen zijn meestal vijf- tot zevenhoekig (vijfhoekig tot zeshoekig) in zijaanzicht en meten 9-13 × 6,5-8,5 μm .

## Verspreiding
In Nederland komt hij vrij algemeen voor. Hij staat op de rode lijst in de categorie 'kwetsbaar'.